# シャイニングレイ
シャイニングレイは、日本の競走馬である。主な勝ち鞍は2014年のホープフルステークス、2017年のCBC賞。馬名の由来は英語で「輝く」に母シェルズレイの名前の一部で、「競走馬として輝かしい歴史を創ることを願って」という意味が込められている。

## 経歴

### 2歳（2014年）
11月9日の京都競馬場の2歳新馬戦でデビューし、2着馬に3馬身半差をつけて勝利した。次走に2014年からGIIとなったホープフルステークスを選択した。レースでは直線で抜け出し、2着馬に1馬身1/4差をつけて優勝。重賞初制覇となった。

### 3歳・4歳（2015年・2016年）
弥生賞から始動。単勝1.9倍の1番人気に支持されたが、本馬場入場で鞍上の川田将雅を振り落とすなど落ち着きを欠き、レースでも直線で伸びず7着に敗れた。その後、左トモ球節の脚部不安を発症して皐月賞、日本ダービーの春のクラシック戦線を全休、秋は10月4日阪神競馬場のポートアイランドから戦列復帰する予定であったが、9月16日に左前の屈腱炎が判明してノーザンファームしがらきへ放牧に出され、長期休養に入った。

### 5歳・6歳（2017年・2018年）
3月11日阪神での仁川ステークスで2年ぶりに戦列に復帰し、新たにパートナーとなった北村友一は「長期休養明けなので、ストレスのないような競馬がしたい」と心がけていたものの、道中で折り合いを欠いてグレイトパールの6着。続く4月16日福島競馬場の福島民報杯もマイネルミラノの14着と大敗した。復帰3走目は短距離路線に矛先を変え5月28日京都の安土城ステークスに出走し、中距離でかかるほどのスピードを生かして3番手から抜け出して、2着トウショウピストに1馬身4分の1の差をつけ2年5か月ぶりの勝利を挙げた。夏はサマースプリントシリーズ第2戦、7月2日中京競馬場のCBC賞に出走。安土城ステークスよりも1ハロン短く、初めての左回りコースと課題があり、レースでもスタートが合わず後方からの競馬となったが、前半控えたことが功を奏し、出走メンバー中最速の上がり3ハロン33秒2の差し脚で逃げ込みを図るセカンドテーブルをハナ差かわし、2年6か月ぶり2つ目の重賞制覇を遂げた。その後、スプリンターズステークスに向けて調整されていたが脚部不安で回避し、暮れの阪神カップに目標を切り替えたが18着としんがり負けに終わる。翌2018年3月の高松宮記念12着を最後に現役を引退となった。

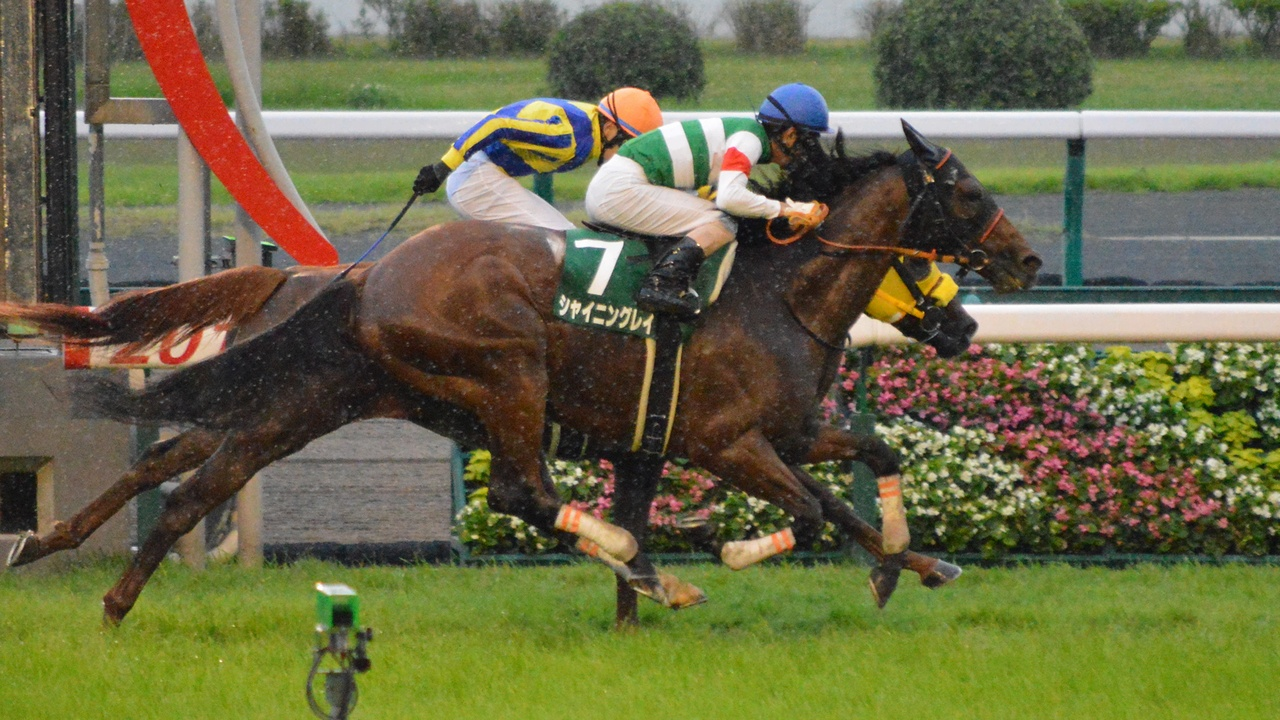
2017年CBC賞
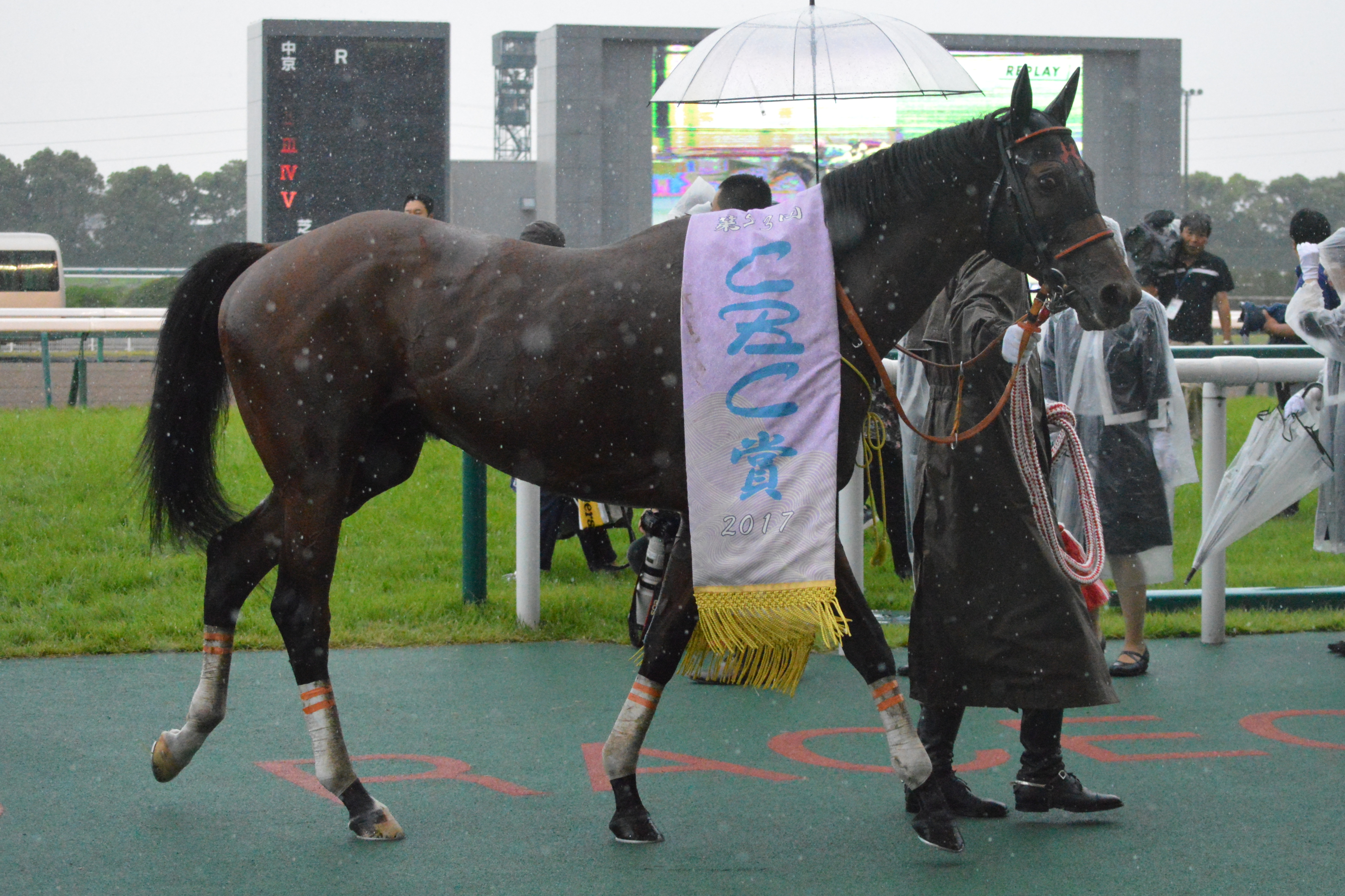
表彰式

### 引退後
引退後は乗馬となり、現在は広島県立西条農業高等学校にエイシンブルズアイ（2016年オーシャンステークス優勝馬）ともに繋養されている。

## 競走成績
| 競走日     | 競馬場 | 競走名      | 格   | 距離（馬場）  | 頭 数 | 枠 番 | 馬 番 | オッズ （人気） | 着順 | タイム （上り3F） | 着差 | 騎手     | 斤量 | 1着馬/（2着馬）      |
| ---------- | ------ | ----------- | ---- | ------------- | ----- | ----- | ----- | --------------- | ---- | ----------------- | ---- | -------- | ---- | -------------------- |
| 2014.11.09 | 京都   | 2歳新馬     |      | 芝2000m（良） | 10    | 7     | 8     | 003.30（2人）   | 01着 | 2:04.1（34.4）    | -0.6 | 川田将雅 | 55kg | （クロイツェル）     |
| 0000.12.28 | 中山   | ホープフルS | GII  | 芝2000m（良） | 17    | 5     | 10    | 004.50（2人）   | 01着 | 2:01.9（35.6）    | -0.2 | 川田将雅 | 55kg | （コメート）         |
| 2015.03.08 | 中山   | 弥生賞      | GII  | 芝2000m（稍） | 11    | 3     | 3     | 001.90（1人）   | 07着 | 2:02.9（37.2）    | -1.1 | 川田将雅 | 56kg | サトノクラウン       |
| 2017.03.11 | 阪神   | 仁川S       | OP   | ダ2000m（良） | 9     | 2     | 2     | 015.10（4人）   | 06着 | 2:05.5（38.2）    | -2.1 | 北村友一 | 56kg | グレイトパール       |
| 0000.04.16 | 福島   | 福島民報杯  | OP   | 芝2000m（良） | 16    | 1     | 2     | 005.80（3人）   | 14着 | 1:59.5（37.3）    | -1.0 | 北村友一 | 55kg | マイネルミラノ       |
| 0000.05.28 | 京都   | 安土城S     | OP   | 芝1400m（良） | 16    | 1     | 1     | 010.50（6人）   | 01着 | 1:19.8（34.7）    | -0.2 | 北村友一 | 55kg | （トウショウピスト） |
| 0000.07.02 | 中京   | CBC賞       | GIII | 芝1200m（良） | 18    | 4     | 7     | 005.70（2人）   | 01着 | 1:08.0（33.2）    | -0.0 | 北村友一 | 56kg | （セカンドテーブル） |
| 0000.12.23 | 阪神   | 阪神C       | GII  | 芝1400m（良） | 18    | 8     | 18    | 029.60（9人）   | 18着 | 1:21.2（36.1）    | -1.7 | 北村友一 | 57kg | イスラボニータ       |
| 2018.03.25 | 中京   | 高松宮記念  | GI   | 芝1200m（良） | 18    | 8     | 16    | 032.60（8人）   | 12着 | 1:09.4（34.9）    | -0.9 | 北村友一 | 57kg | ファインニードル     |

以上の競走成績は、netkeiba.com「シャイニングレイの競走成績」に基づく。

## 血統表
| シャイニングレイの血統                         | シャイニングレイの血統                                                | シャイニングレイの血統            | （血統表の出典）     | （血統表の出典） |
| 父系                                           | サンデーサイレンス系                                                  | サンデーサイレンス系              | サンデーサイレンス系 | [ § 2 ]          |
| 父 ディープインパクト 2002年 鹿毛 北海道早来町 | 父の父*サンデーサイレンス Sunday Silence 1986年 青鹿毛 アメリカ       | Halo                              | Hail to Reason       | Hail to Reason   |
| 父 ディープインパクト 2002年 鹿毛 北海道早来町 | 父の父*サンデーサイレンス Sunday Silence 1986年 青鹿毛 アメリカ       | Halo                              | Cosmah               |                  |
| 父 ディープインパクト 2002年 鹿毛 北海道早来町 | 父の父*サンデーサイレンス Sunday Silence 1986年 青鹿毛 アメリカ       | Wishing Well                      | Understanding        | Understanding    |
| 父 ディープインパクト 2002年 鹿毛 北海道早来町 | 父の父*サンデーサイレンス Sunday Silence 1986年 青鹿毛 アメリカ       | Wishing Well                      | Mountain Flower      |                  |
| 父 ディープインパクト 2002年 鹿毛 北海道早来町 | 父の母*ウインドインハーヘア Wind in Her Hair 1991年 鹿毛 アイルランド | Alzao                             | Lyphard              | Lyphard          |
| 父 ディープインパクト 2002年 鹿毛 北海道早来町 | 父の母*ウインドインハーヘア Wind in Her Hair 1991年 鹿毛 アイルランド | Alzao                             | Lady Rebecca         |                  |
| 父 ディープインパクト 2002年 鹿毛 北海道早来町 | 父の母*ウインドインハーヘア Wind in Her Hair 1991年 鹿毛 アイルランド | Burghclere                        | Burghclere           | Burghclere       |
| 父 ディープインパクト 2002年 鹿毛 北海道早来町 | 父の母*ウインドインハーヘア Wind in Her Hair 1991年 鹿毛 アイルランド | Burghclere                        | Highclere            |                  |
| 母 シェルズレイ 2003年 芦毛 北海道早来町       | 母の父*クロフネ 1998年 芦毛                                           | *フレンチデピュティ French Deputy | Deputy Minister      | Deputy Minister  |
| 母 シェルズレイ 2003年 芦毛 北海道早来町       | 母の父*クロフネ 1998年 芦毛                                           | *フレンチデピュティ French Deputy | Mitterand            |                  |
| 母 シェルズレイ 2003年 芦毛 北海道早来町       | 母の父*クロフネ 1998年 芦毛                                           | *ブルーアヴェニュー Blue Avenue   | Classic Go Go        | Classic Go Go    |
| 母 シェルズレイ 2003年 芦毛 北海道早来町       | 母の父*クロフネ 1998年 芦毛                                           | *ブルーアヴェニュー Blue Avenue   | Eliza Blue           |                  |
| 母 シェルズレイ 2003年 芦毛 北海道早来町       | 母の母オイスターチケット 1998年 鹿毛                                  | ウイニングチケット                | *トニービン          | *トニービン      |
| 母 シェルズレイ 2003年 芦毛 北海道早来町       | 母の母オイスターチケット 1998年 鹿毛                                  | ウイニングチケット                | パワフルレディ       |                  |
| 母 シェルズレイ 2003年 芦毛 北海道早来町       | 母の母オイスターチケット 1998年 鹿毛                                  | ナムラピアリス                    | トウショウボーイ     | トウショウボーイ |
| 母 シェルズレイ 2003年 芦毛 北海道早来町       | 母の母オイスターチケット 1998年 鹿毛                                  | ナムラピアリス                    | ヤマニサクラ         |                  |
| 母系(F-No.)                                    | 3号族(FN:3-l)                                                         | 3号族(FN:3-l)                     | 3号族(FN:3-l)        | [ § 3 ]          |
| 5代内の近親交配                                | アウトブリード                                                        | アウトブリード                    | アウトブリード       | [ § 4 ]          |
| 出典                                           | 1. 2. 3. 4.                                                           | 1. 2. 3. 4.                       | 1. 2. 3. 4.          | 1. 2. 3. 4.      |

- 母はローズステークス2着、チューリップ賞2着のシェルズレイ。
- 全妹にチャレンジカップ、大阪杯勝ちのレイパパレ。
- 伯父はNHKマイルカップ2着のブラックシェル。
- 6代母トサモアー（勝ち鞍に1955年の阪神3歳ステークスなど）の子孫からはリキエイカンやスズカコバン、オースミハルカなどの活躍馬が出ている。さらに牝系を遡ると小岩井農場の名牝フロリースカツプに繋がる。